# Кебе, Мбайе Гана
Мбайе Гана Кебе (фр. Mbaye Gana Kébé; 1936 — 11 апреля 2013, Дакар) — сенегальский писатель, романист, поэт и драматург.
Родился в городе Тиес в очень богатой семье, благодаря чему в 1944 году смог поступить в начальную школу для детей белых; под нажимом отца, придававшего образованию очень серьёзное значение, хорошо учился и ещё в детстве заинтересовался литературой. Окончил сенегальскую Высшую нормальную школу.
Его первым произведением стала пьеса L’Afrique a parlé, а спустя год уже выиграл литературную премию L’Afrique une за лучшее новое франкоязычное произведение, написанное в Африке. После завершения получения образования занимался литературной деятельностью, также работал в Министерстве культуры, в качестве инспектора школ, преподавал в Национальной школе офицеров в родном городе, занимая должность профессора литературы, и состоял председателем Мастерской декоративных искусств Тиеса. По поручению президента Леопольда Седара Сенгора неоднократно выезжал за границу с лекциями о сенегальской литературе и культуре.
Наиболее известные произведения — романы Kaala Sikkine, Le blanc du Nègre, ряд пьес и поэтических сборников.